# Schrenkia golickeana
Schrenkia golickeana är en växtart i släktet Schrenkia och familjen flockblommiga växter. Den beskrevs av Eduard von Regel och Johannes Theodor Schmalhausen som Daucus golickeanus, och fick sitt nu gällande namn av Boris Fedtjenko 1909.
Arten förekommer i Centralasien.